# Acetat d'amoni
L'acetat d'amoni, nom IUPAC: Etanoat d'amoni, en anglès:Ammonium acetate, és un compost químic amb la fórmula NH₄C₂H₃O₂ (o C₂H₄O₂.NH₃ o C₂H₇NO₂). És un sòlid blanc i es pot fer per la reacció entre amoníac i l'àcid acètic.

## Usos i propietats

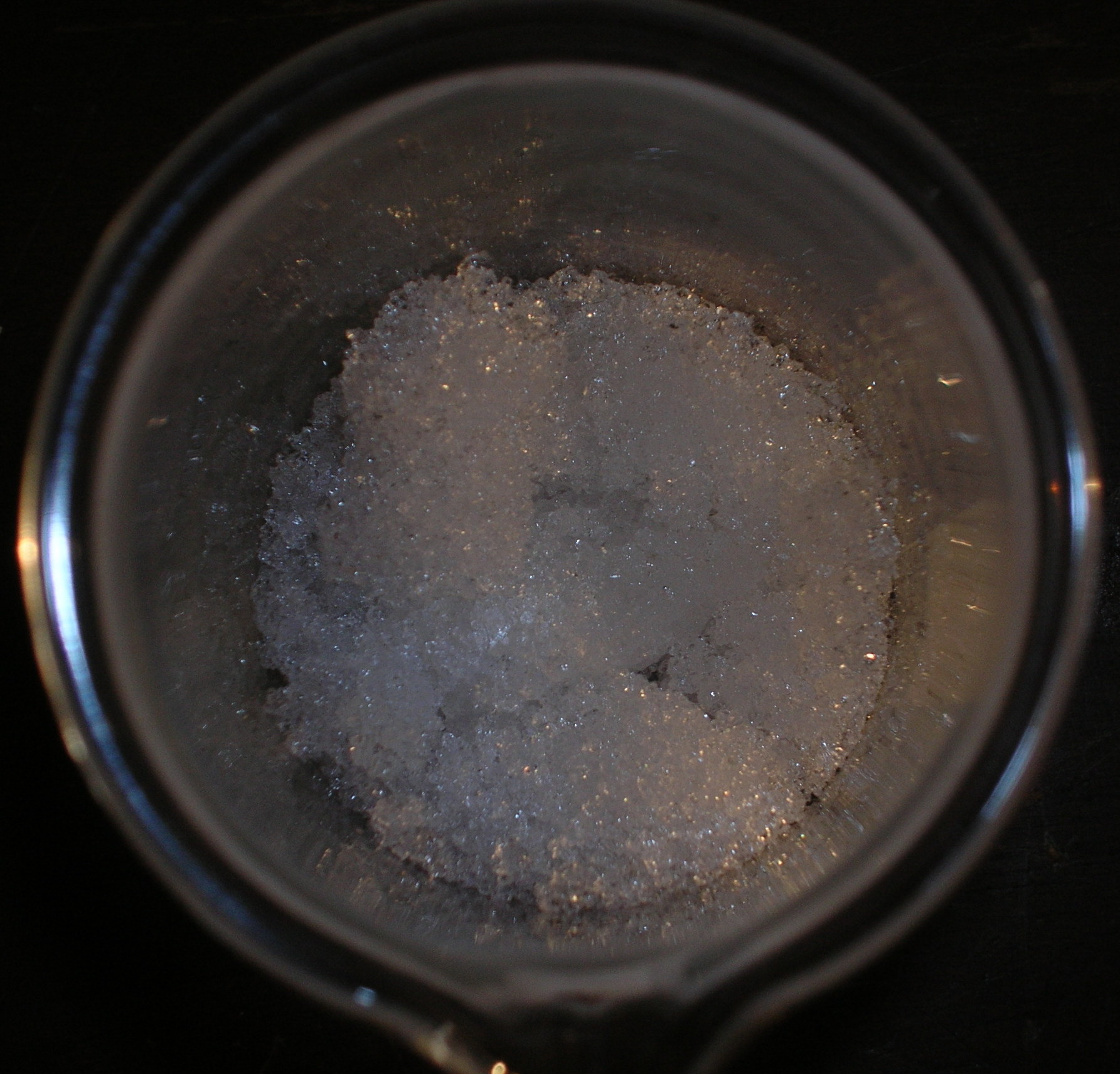
Acetat d'amoni

Com que és una sal d'un àcid feble i una base feble, l'acetat d'amoni té un gran nombre de propietats distintives.
- NH₄C₂H₃O₂ ocasionalment es fa servir com a agent desgelador biodegradable.
- Sovint es fa servir junt amb l'àcid acètic per a crear una solució buffer, que es descompon en productes no iònics
- L'acetat d'amoni és útil com catalitzador dins la condensació de Knoevenagel i és una font d'amoníac en la Reacció de Borch en la síntesi orgànica.
- De manera inusual és una sal que es fon a temperatures relativament baixes.
- Pot fer de reactiu per a precipitar les proteïnes.
- Sovint es fa servir com buffer aquòs per la ESI espectrometria de masses de proteïnes i altres molècules.
- És útil en la diàlisi com una part de la purificació de proteïnes.

L'acetat d'amoni és volàtil a baixes pressions, per aquest motiu es fa servir per substituir buffers cel·lulars amb sals no volàtils en la preparació de mostres en l'espectrometria de masses. També és popular com a buffer per a fases mòbils de lacromatopgrafia HPLC amb detectors ELSD. Altres sals que es fan servir per això inclouen el format d'amoni.

### Additiu alimentari
Es fa servir l'acetat d'amoni com un additiu alimentari com regulador de l'acidesa; Nombre INS 264. Està aprovat el seu ús a Austràlia i Nova Zelanda.

## Propietats
El CH₃COONH₄ és higroscòpic i es descompon ràpidament a acetamida si és escalfat per sobre de 165 °C.
CH₃COONH₄ → CH₃C(O)NH₂ + H₂O
Amb més deshidratació es forma acetonitril o cianur de metil, que és un solvent molt important.

## Producció
Es produeix acetat d'amoni per la neutralització de làcid acètic amb carbonat d'amoni o saturant àcid acèetic glacial amb gas amoníac.